# MapWindow GIS
MapWindow GIS es un cliente SIG basado en Windows y de código abierto, con el que se puede visualizar, gestionar, editar y analizar datos, así como componer mapas para imprimir. 
Incluye funciones de análisis avanzado a través de la integración con GEOS y GDAL/OGR. MapWindow es fácil de incorporar dentro de la familia de productos basados en MS-Office como MS-Excel y MS-Access, así como programas basados en VB6, C++, C#, VB.NET, y Delphi, ya que utiliza tecnología de controles ActiveX.
MapWindow GIS Ha sido adoptado por los Estados Unidos Agencia de Protección Medioambiental como la principal plataforma SIG para BASINS (Better Assessment Science Integrating Point and Nonpoint Sources) software para análisis y modelamiento de cuenca hidrográficas.

## Detalles técnicos
MapWindow GIS Está distribuido como una aplicación de código abierto bajo el Mozilla licencia de distribución de Licencia Pública, MapWindow GIS puede ser reprogramado para actuar diferentes y especializadas tareas. hay también Plugins disponible de expandir compatibilidad y funcionalidad.

### Características principales
Interfaz gráfica de usuario amigable:
- identificar/seleccionar entidades,
- editar/visualzar/buscar atributos,
- proyección ‘al vuelo’,
- capas de impresión,
- etiquetado de entidades,
- cambiar simbología vectorial y raster,
- y más ...

Fácil visualización de muchos formatos vectoriales y raster:
- Soporte de la mayoría de formatos vectoriales: incluyendo ficheros shape de ESRI, MapInfo, SDTS y GML,
- formatos raster como modelos digitales del terreno, fotografía aérea o imágenes landsat,
- servicios de teselas, como OpenStreetMap, ArcGIS Online.

Crear, editar y exportar datos spaciales usando:
- Herramientas de digitalización para formatos shape,
- El plugin para georeferenciar,
- Herramientas GPS para importar y exportar formato GPX, convertir otros formatos GPS a GPX, o subir/bajar directamente a una unidad GPS.

Realizar análisis espacial usando plugins:
- álgebra de mapas,
- análisis del terreno,
- modelos hidrológicos (TauDEM),
- análisis de redes,
- y otros muchos.

Arquitectura extensible orientada a plugins:            
- La arquitectura orientada a Plug-in facilita la adición de funcionalidad. Los Plug-ins se pueden escribir en cualquier lenguaje .NET (C#, VB.NET) utilizando Visual Studio Pro o el SharpDevelop o Visual Studio Express.

Control ActiveX:
- Utiliza un control ActiveX escrito en C++. Este control se puede integrar en aplicaciones a medida escritas en VB6, C++, C#, VB.NET, y Delphi, y se puede utilizar en productos MS-Office como MS-Access y MS-Excel.

### Estándares implementados
OGC Standards:
- WMS (v1.1, v1.3)
- WFS v1.1 (plug-in aparte)
- Web Map Tile Service (WMTS)
- GML

Actualizaciones para MapWindow GIS es regularmente liberado por un grupo de estudiantil y desarrolladores de voluntario.